# FOMA
Это статья о 3G технологии. О чешском производителе фотоматериалов см. Foma Bohemia.
FOMA (англ. Freedom of Mobile Multimedia Access) — торговая марка для услуг 3G, предоставляемых японским оператором сотовой связи NTT DoCoMo. FOMA был запущен в 2001 году в Японии и стал первым в мире сервисом W-CDMA 3G.
Примерно в марте 2004 года FOMA достиг прорыва в массовых продажах, а объём продаж резко возрос. По данным на 29 сентября 2007 года FOMA насчитывал свыше 40 млн подписчиков.
Используемая технология — W-CDMA с FDD в частотных диапазонах с 1,92 ГГц по 1,98 ГГц и с 2,11 ГГц по 2,17 ГГц в uplink и downlink соответственно.